# الرحية (سيئون)
الرحية هي إحدى قرى عزلة سيئون بمديرية سيئون التابعة لمحافظة حضرموت، بلغ تعداد سكانها 374 نسمة حسب تعداد اليمن لعام 2004.